# 立石孝夫
立石 孝夫（たていし たかお、1954年5月 - ）は、日本の法学者。富山大学名誉教授。元経済学部経営法学科長。専門は国際取引法、法と経済学、法と心理学。長野県出身。

## 略歴
- 1978年 東京外国語大学外国語学部イタリア語学科国際関係コース卒業
- 1978年 社団法人日本海運集会所入社
- 1991年9月 日本海運集会所香港事務所長
- 1998年4月 日本海運集会所仲裁部長代理
- 2003年4月 富山大学経済学部経営法学科教授
- 2009年4月 富山大学経済学部経営法学科学科長
- 2019年10月 富山大学経済学部名誉教授

## 著作
- 『国際取引の法と経済』（高文堂出版社、2005年 ISBN 4770707371）
- 『法と経済の心理学―紛争回避の新たなアプローチ』（大学教育出版、2007年 ISBN 4887307683）
- 『法と経済の心理学Ⅱ―トラブル回避の心構え』（大学教育出版、2010年 ISBN 4887309651）
- 『国際取引の法と交渉』（大学教育出版、2011年 ISBN 4864290881）